# Vorstendom Vladimir-Soezdal
Het vorstendom Vladimir-Soezdal (12e eeuw - 15e eeuw) (Russisch: Владимиро-Суздальское княжество, Vladimiro-Soezdalskoje knjazjestvo, of Владимирско-Суздальская Русь, Vladimirsko-Soezdalskaja Roes) was een van de grote machten die het Kievse Rijk in de late 12e eeuw opvolgden. Het centrum was de stad Vladimir (oorspronkelijk Володимерь Volodimer') aan de rivier de Kljazma.
Na verloop van tijd groeide het uit tot een grootvorstendom verdeeld in meerdere kleinere vorstendommen.
Na de verovering door het Mongoolse Rijk werd het vorstendom een zelfbesturende staat onder leiding van de eigen adel. Het gouverneurschap van het vorstendom werd echter voorgeschreven door een verklaring (jarlig) van de kan, door de Gouden Horde afgegeven aan een adellijke familie van een van de kleinere vorstendommen.
Vladimir-Soezdal versplinterde in de 13e eeuw, waarbij het vorstendom Moskou geleidelijk uitgroeide tot de sterkste splinter die vanaf eind 14e eeuw de andere zou overheersen en uiteindelijk opslokken. Uit Moskovië kwam het tsaardom Rusland later voort. Daarom wordt Vladimir-Soezdal traditioneel gezien als de bakermat van de Russische taal en nationaliteit.

## Oorsprong
Er is weinig of geen bewijs voor het bestaan van het vorstendom vóór de 11e eeuw. Het vorstendom bezat een groot gebied in het noordoosten van het Kievse Rijk, ongeveer begrensd door de Wolga, Oka en Noordelijke Dvina. Tot de ondergang van het Kievse Rijk in de 12e-13e eeuw werd het gebied ook vaak genoemd als Zalesje, wat "achter het bos" betekent.

### Vorstendom Rostov
De stichting van de stad Rostov is niet overgeleverd. Waarschijnlijk was het gebied al in de 10e eeuw onder controle van de stad, terwijl Sarskoje gorodisjtsje het centrum van de lokale Merja, een stam van Wolga-Finnen, was.
In de 10e eeuw werd in Rostov een bisdom opgericht. Een van de eerste bekende vorsten was Jaroslav de Wijze en later Boris Vladimirovitsj. Op dat moment was Rostov het belangrijkste centrum van het oosters-orthodoxe christendom in de regio, die nog gedomineerd werd door het sjamanisme. Tot de 11e eeuw was Rostov vaak verbonden met Novgorod. Blijkbaar werd de verspreiding uit Rostov van het oosters-orthodoxe christendom naar de landen van Groot-Perm met succes uitgevoerd. De regionale hoofdstad was Rostov, andere belangrijke steden waren Soezdal, Jaroslavl en Beloozero.

### Rostov-Soezdal
In 1093 erfde Vladimir Monomach, zoon van Vsevolod I, het vorstendom Kiev. Als prins van Kiev benoemde hij zijn zoon Joeri Dolgoroeki als vorst van de noordoostelijke landen. Deze verplaatste in 1125 de hoofdstad van Rostov naar Soezdal, waarna het vorstendom werd aangeduid als Rostov-Soezdal.
Tijdens de 11e en 12e eeuw werden de zuidelijke delen van Rus regelmatig overvallen door Turkse nomaden, en de bewoners begonnen naar het noorden te migreren. In de voorheen beboste gebieden van Zalesje werden vele nieuwe nederzettingen gevestigd. De stichting van Pereslavl, Kostroma, Dmitrov, Moskou, Joerjev-Polski, Oeglitsj, Tver, Doebna en vele anderen worden toegeschreven aan Joeri Dolgoroeki (= Langarmige), wiens bijnaam verwijst naar zijn behendigheid in het manipuleren van de politiek in het verre Kiev. In 1108 herbouwde en versterkte hij de stad Vladimir, 31 km ten zuiden van Soezdal. Tijdens het bewind van Joeri Dolgoroeki groeide de militaire macht van het vorstendom en in 1146 veroverde hij het vorstendom Rjazan. In de jaren 1150 bezette hij meermalen Kiev. Sinds die tijd speelde het noordoostelijke land van de Roes een belangrijke rol in de politiek van het Kievse Rijk.

### Opkomst van Vladimir

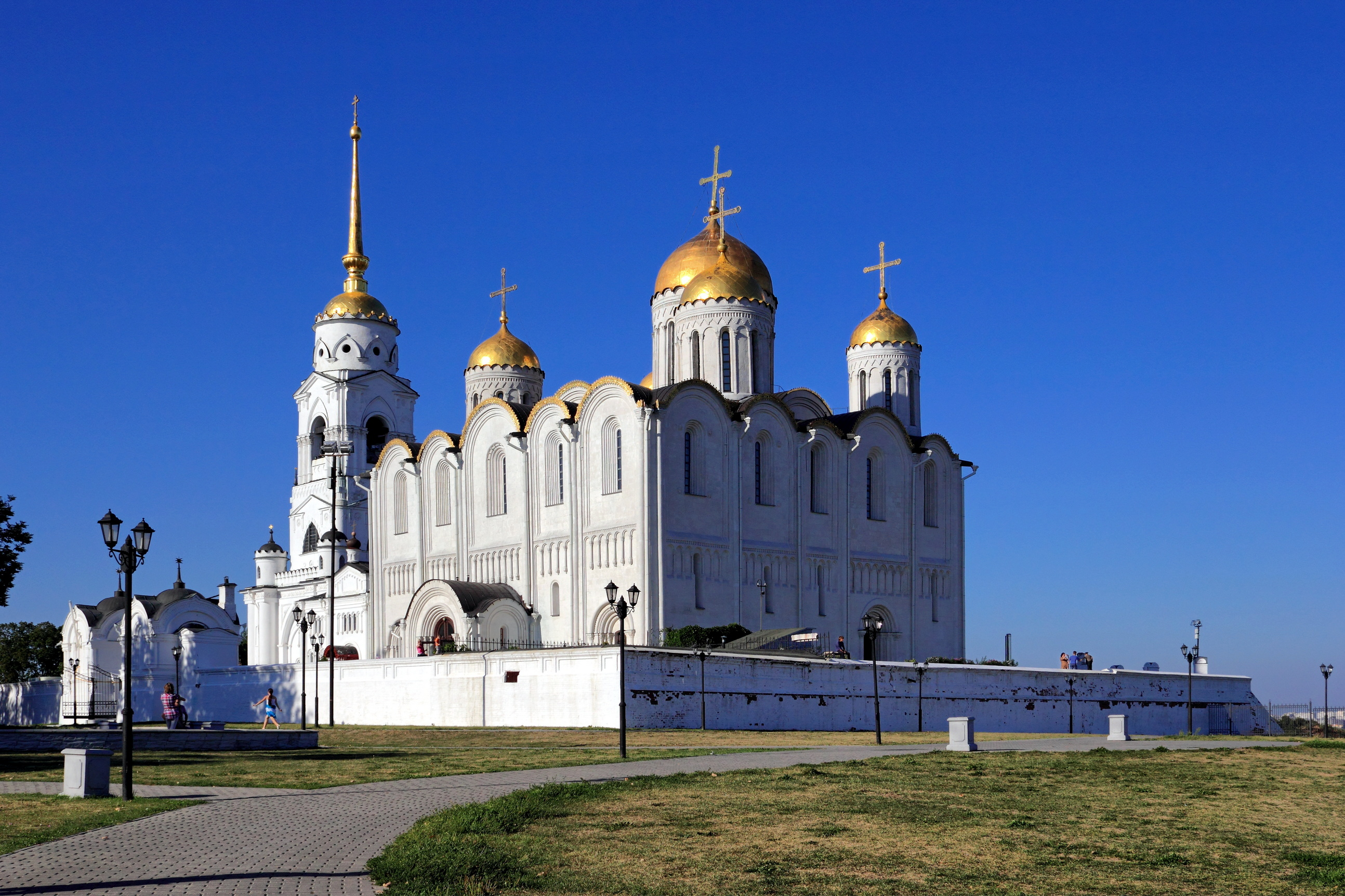
De kathedraal van de Ontslapenis van de Moeder Gods, gesticht door Andrej Bogoljoebski

Joeri's zoon Andrej Bogoljoebski vergrootte Vladimirs macht aanzienlijk, ten koste van de nabijgelegen vorstendommen. Na het brandschatten van Kiev (toen de metropool van Roes) in 1169, weigerde hij de troon van Kiev voor zichzelf te accepteren, maar installeerde daar zijn jongere broer Gleb. Zijn hoofdstad Vladimir was voor hem belangrijker, en hij verrijkte ze met stenen kerken en kloosters. Andrej werd in 1174 te Bogoljoebovo door bojaren vermoord.
Na een kort interregnum besteeg Andrej's broer Vsevolod III de troon. Hij volgde in grote lijnen het beleid van zijn broer, en onderwierp Kiev opnieuw in 1203. Zijn belangrijkste vijanden waren Rjazan in het zuiden en het machtige Wolga-Bulgarije in het oosten. Na een aantal militaire campagnes werd Rjazan platgebrand, en de Bulgaren werden gedwongen een schatting te betalen.
Vsevolods dood in 1212 veroorzaakte een ernstig dynastiek conflict, omdat zijn zonen onmiddellijk ruzie kregen over de erfenis. Zijn oudste zoon Konstantin (Constantijn) had volgens de traditionele opvolgingspraktijken recht op de troon, maar Vsevolod wees zijn tweede zoon Joeri aan als erfgenaam. De hierdoor ontstane successieoorlog werd beslecht door de Slag bij Lipitsa (1216). Konstantin verdreef, met steun van de machtige bojaren van Rostov en Mstislav Mstislavitsj (vorst van Novgorod, 1210–1215), zijn jongere broers Joeri en Jaroslav van Vladimir naar Rostov.
Konstantin stierf in 1218. Vier jaar later keerde Joeri terug naar de hoofdstad. Hij bleek een verstandig heerser die Wolga-Bulgarije definitief versloeg en zijn broer Jaroslav in Novgorod installeerde. Zijn heerschappij eindigde echter in een catastrofe, toen de Mongolen onder Batu Khan Vladimir in 1238 veroverden en afbrandden.

## Hegemonie van de Gouden Horde
Na de Mongoolse invasie slaagde noch Vladimir, noch enige andere van de oudere steden erin om de macht van de Grote Roes te herstellen. Het vorstendom werd een vazal van het Mongoolse Rijk, en later van de Gouden Horde, waarbij de vorst door de Grote Khan benoemd werd. Zelfs Alexander Nevski van Pereslavl moest naar de zetel van de khan in Karakorum om in Vladimir als grootvorst te worden geïnstalleerd.
Omdat vele facties om de macht streden viel het vorstendom uiteen in elf kleine staten: Moskou, Tver, Pereslavl, Rostov, Jaroslavl, Oeglitsj, Beloozero, Kostroma, Nizjni Novgorod, Starodoeb aan de Kljazma, en Joerjev-Polski. Ieder van hen erkende nominaal de soevereiniteit van de grootvorst van Vladimir, maar zijn daadwerkelijk gezag werd steeds zwakker.
Tegen het einde van de eeuw streden nog slechts drie steden - Moskou, Tver, en Nizjni Novgorod - om de grootvorstelijke titel. Hun heersers, eenmaal geïnstalleerd als grootvorst van Vladimir, verkozen meestal om in hun eigen steden te blijven. Geleidelijk overschaduwde Moskou zijn rivalen. Wanneer in 1325 de metropoliet van Roes zijn stoel van Vladimir naar Moskou verplaatste, werd het duidelijk dat Moskou Vladimir had opgevolgd als het belangrijkste machtscentrum in het noordoosten.

## Vorsten van Vladimir
| Periode    | Naam                          | Noten                                                                           |
| ---------- | ----------------------------- | ------------------------------------------------------------------------------- |
| 1157–1174  | Andrej Bogoljoebski           | vorst van Soezdal, zoon van Joeri Dolgoroeki                                    |
| 1174–1177  | (successieoorlog)             | zonen en broers van Andrej vochten om erfenis                                   |
| 1177–1212  | Vsevolod het Grote Nest       | elfde zoon van Joeri Dolgoroeki; won successieoorlog                            |
| 1212–1216  | (successieoorlog)             | zonen van Vsevolod vochten om erfenis                                           |
| 1216–1218  | Constantijn                   | oudste zoon van Vsevolod; won Slag bij Lipitsa (1216)                           |
| 1218–1238  | Joeri II                      | tweede zoon van Vsevolod                                                        |
| 1238-1246  | Jaroslav II                   | vierde zoon van Vsevolod het Grote Nest                                         |
| 1246-1249  | Svjatoslav III                | zesde zoon van Vsevolod het Grote Nest                                          |
| 1249-1252  | Andrej II                     | derde zoon van Jaroslav II                                                      |
| 1252-1263  | Alexander Nevski              | vierde zoon van Jaroslav II                                                     |
| 1264-1271  | Jaroslav III                  | zoon van Jaroslav II                                                            |
| 1272-1277  | Vasili van Kostroma           | jongste zoon van Jaroslav II                                                    |
| 1277-1294  | Dmitri van Pereslavl          | tweede zoon van Alexander Nevski                                                |
| 1294-1304  | Andrej van Gorodets           | zoon van Alexander Nevski                                                       |
| 1304-1318  | Michaël van Tver              | tweede zoon van Jaroslav III                                                    |
| 1318-1322  | Joeri van Moskou              |                                                                                 |
| 1322-1326  | Dmitri van Tver               |                                                                                 |
| 1326-1327  | Alexander van Tver            |                                                                                 |
| 1328-1340  | Ivan I van Moskou             | Ivan de Geldbuidel                                                              |
| 1340-1353  | Simeon van Moskou             | Simeon de Trotse                                                                |
| 1353-1359  | Ivan II van Moskou            | Ivan de Schone                                                                  |
| 1359-1362  | Dmitri van Soezdal            |                                                                                 |
| 1363-1370  | Dmitri I van Moskou           | Dmitri Ivanovitsj, ook wel "Donskoj". Mamai pakte titel af in 1370.             |
| 1370–1371  | Michaël II van Tver           | Michaël Aleksandrovitsj. Mamai gaf titel in 1370, maar ontnam die weer in 1371. |
| 1371–1375  | Dmitri I van Moskou           | Tweede keer. Mamai pakte opnieuw titel af in 1375.                              |
| 1375(–81)  | Michaël II van Tver           | Tweede keer.                                                                    |
| 1375/82–89 | Dmitri I van Moskou           | Derde keer. Erkend door Michael II van Tver in 1375 en door Tochtamysj in 1382. |
| 1389–1425  | Vasili I van Moskou           | Zoon van Dmitri I.                                                              |
| 1425–1453  | (Moskovische Successieoorlog) | Broers en zonen van Vasili I vochten om erfenis.                                |